# إيالة الأناضول
إيالة الأناضول (ايالت آناطولي) ثاني الإيالات العثمانية، وكانت تحت إدارة بكلربك الأناضول، وكان مركزها كوتاهية.